# Oxalis latemucronata
Oxalis latemucronata är en harsyreväxtart som beskrevs av A. Lourteig. Oxalis latemucronata ingår i släktet oxalisar, och familjen harsyreväxter. Inga underarter finns listade i Catalogue of Life.